# Oakwood (Comtat de Cuyahoga)
Oakwood és una població dels Estats Units a l'estat d'Ohio. Segons el cens del 2000 tenia 3.667 habitants.

## Demografia
Segons el cens del 2000, Oakwood tenia 3.667 habitants, 1.416 habitatges, i 877 famílies. La densitat de població era de 409,2 habitants per km².
Dels 1.416 habitatges en un 23,2% hi vivien nens de menys de 18 anys, en un 44,1% hi vivien parelles casades, en un 13,3% dones solteres, i en un 38% no eren unitats familiars. En el 33,6% dels habitatges hi vivien persones soles el 14,3% de les quals corresponia a persones de 65 anys o més que vivien soles. El nombre mitjà de persones vivint en cada habitatge era de 2,43 i el nombre mitjà de persones que vivien en cada família era de 3,13.
Per edats la població es repartia de la següent manera: un 21,5% tenia menys de 18 anys, un 7,4% entre 18 i 24, un 23,5% entre 25 i 44, un 26,8% de 45 a 60 i un 20,8% 65 anys o més.
L'edat mediana era de 44 anys. Per cada 100 dones de 18 o més anys hi havia 86 homes.
La renda mediana per habitatge era de 39.404 $ i la renda mediana per família de 54.375 $. Els homes tenien una renda mediana de 35.806 $ mentre que les dones 30.735 $. La renda per capita de la població era de 19.408 $. Aproximadament el 2,9% de les famílies i el 6,3% de la població estaven per davall del llindar de pobresa.

## Poblacions properes
El següent diagrama mostra les poblacions més properes.